# EA-3148
EA-3148 (Вещество 100A) — химическое соединение, обладающее высокой токсичностью. По действию на человека — это нервный агент «V-серии», похожий на более известные VX и VR. Исследовалось в СССР и США во времена Холодной войны, считается единственным веществом, структура которого была опубликована, имеющим бо́льшую способность к ингибированию ацетилхолинэстеразы, чем VX (на 50 % токсичнее по массе). Советские и американские исследователи заключили, что, несмотря на высокую токсичность, физико-химические свойства этого вещества делают невозможным его боевое применение, и дальнейшие исследования не проводились. 
Химическая структура и свойства EA-3148 отвечают критериям отнесения к отравляющим веществам пункта 3 Списка 1 Конвенции по запрещению химического оружия. Таким образом, государство, подписавшее Конвенцию, имеет право изготовлять и использовать это вещество в исследовательских, медицинских и фармацевтических целях или для проверки защиты от химического оружия, но производство более 100 граммов в год должно декларироваться в ОЗХО. Государство ограничено владением максимум одной тонной EA-3148. 